# Werble wolności
„Werble wolności” – zeszyty literackie konspiracyjnie drukowane podczas okupacji niemieckiej w 1942 w Warszawie nakładem Biura Informacji i Propagandy Armii Krajowej. Były wydawane od początków 1942 do wiosny 1944, każdorazowo w liczbie ok. 3 tysięcy. Pojawiło się najprawdopodobniej pięć zeszytów.
W piśmie drukowano najnowsze wiersze z kraju i zagranicy (część autorów była anonimowa). Niektórzy poeci, których wiersze zamieszczono w piśmie to: Kazimierz Wierzyński, Antoni Słonimski, Konstanty Ildefons Gałczyński, Władysław Broniewski, Stanisław Ryszard Dobrowolski, Jan Brzechwa, Jerzy Jurandot, Ryszard Kiersnowski.